# Filip Stanic
Filip Stanic (* 14. Januar 1998 in Berlin) ist ein deutscher Basketballspieler. Er steht seit 2025 beim Bundesligisten EWE Baskets Oldenburg unter Vertrag.

## Laufbahn
Stanic erhielt seine basketballerische Grundausbildung in der Jugendabteilung von Alba Berlin. Er spielte für den Verein in der Jugend-Basketball-Bundesliga, in der Nachwuchs-Basketball-Bundesliga sowie in der zweiten Herrenmannschaft in der Regionalliga.
Im Vorfeld des Spieljahres 2017/18 wechselte Stanic zum thüringischen Bundesliga-Aufsteiger Oettinger Rockets, mit denen er jedoch den Klassenerhalt verpasste. In diesem Spieljahr kam er in 32 Bundesliga-Spielen zum Einsatz und erzielte im Schnitt vier Punkte. Im Sommer 2018 unterschrieb Stanic beim serbischen Verein KK Mega Leks einen mehrjährigen Vertrag. Im April 2019 schrieb er sich für das Draft-Verfahren der NBA ein, ließ seinen Namen aber im Juni desselben Jahres wieder von der Liste streichen. Ende Februar 2020 wechselte er leihweise zum Bundesligisten EWE Baskets Oldenburg. Im Sommer 2020 wurde er vom Bundesliga-Aufsteiger Niners Chemnitz verpflichtet. In Chemnitz wurde er erst von einer Oberschenkelverletzung, dann von einem Bänderriss im Knöchel zurückgeworfen. Stanic bestritt 13 Bundesliga-Spiele für die Sachsen, in denen er durchschnittlich 4,6 Punkte sowie 4,5 Rebounds erzielte. Ende Mai 2021 gab Bundesliga-Konkurrent S.Oliver Würzburg seine Verpflichtung bekannt.
Nachdem Stanic in der Saison 2022/23 im Mittel 7,2 Punkte und 5,4 Rebounds je Bundesligaspiel für Würzburg erzielt hatte, nahm er im Sommer 2023 ein Angebot von Brose Bamberg an. Zur Saison 2025/26 wechselte Stanic zu den EWE Baskets Oldenburg zurück.

## Nationalmannschaft
Anfang Juni 2018 wurde er in die deutsche U20-Nationalmannschaft berufen. Bei der U20-EM in Chemnitz gewann er im Juli 2018  mit der deutschen Mannschaft Bronze und wurde anschließend unter die fünf besten Spieler des Turniers gewählt. Mit einem Punkteschnitt von 13,6 pro Begegnung war Stanic gemeinsam mit Kostja Mushidi bester deutscher Korbschütze. Zudem war er im EM-Verlauf der deutsche Spieler mit dem höchsten Effektivitätswert. Anfang November 2020 berief ihn Bundestrainer Henrik Rödl ins Aufgebot der deutschen A-Nationalmannschaft. Sein erstes A-Länderspiel bestritt Stanic im Juni 2021 gegen Tunesien.

## Erfolge und Auszeichnungen

### Als Nationalspieler
- Bronzemedaille mit der deutschen U20-Nationalmannschaft bei der U20-Basketballeuropmeisterschaft 2018

### Auszeichnungen
- All-Tournament First Team der U20-Basketballeuropmeisterschaft 2018